# Antonio Bonvicino

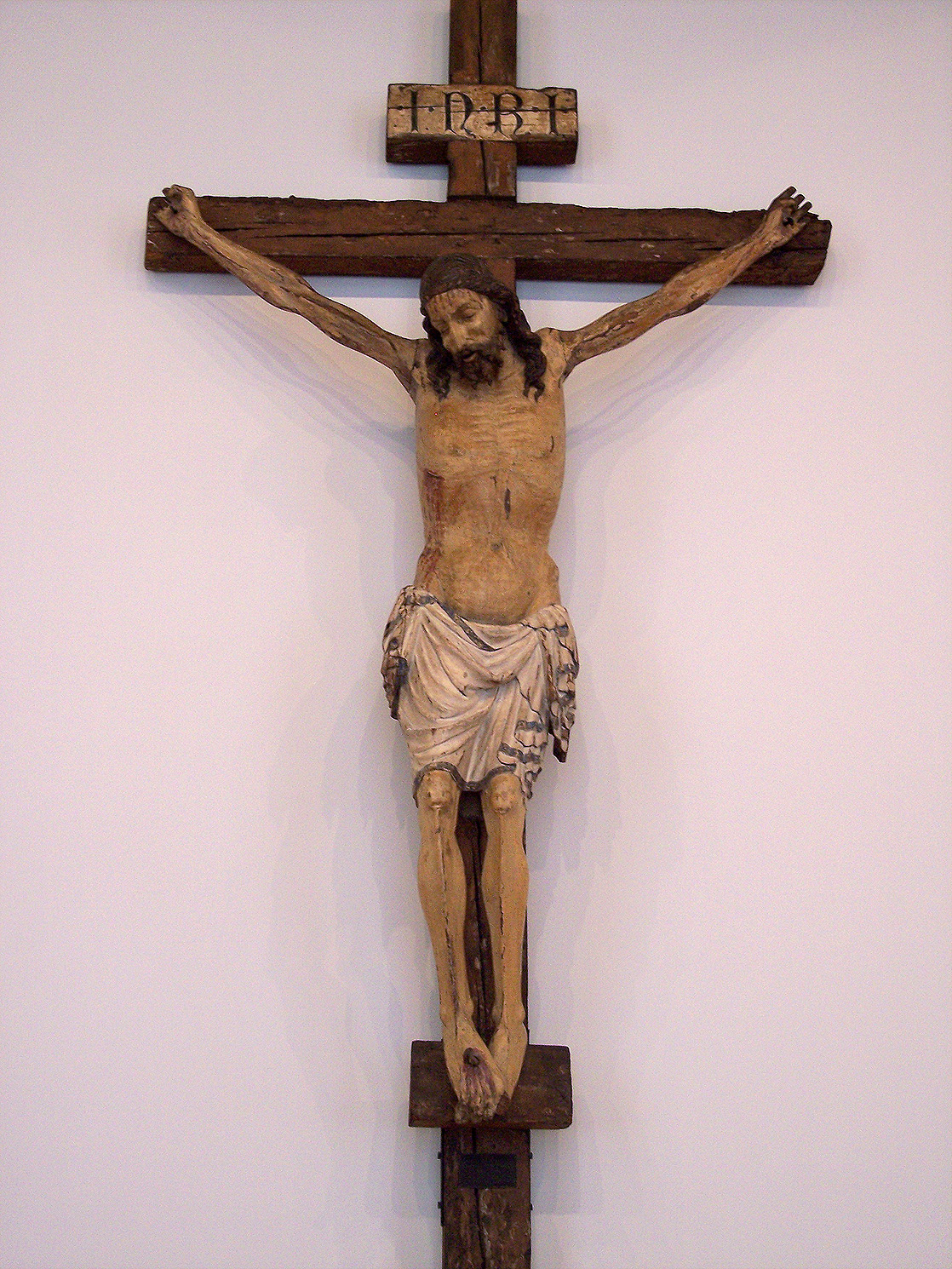
Antonio Bonvicino: Kruzifix; Berlin, Skulpturensammlung und Museum für Byzantinische Kunst

Antonio Bonvicino, auch Antonio di Ranieri oder Antonio di Raniero, (tätig 1. Hälfte des 15. Jahrhunderts) war ein italienischer Holzschnitzer. Er war vorwiegend in Venedig tätig. Über seine Herkunft und Ausbildung ist nichts bekannt.

## Leben
Bis vor kurzem war er nur durch ein einziges Werk, ein Holzkruzifix in der Pfarrkirche Castel di Mezzo bei Fiorenzuola di Focara in Pesaro, bekannt. Dieses wurde von dem Maler Jacobello del Fiore (1370–1439) bemalt und trägt die Inschrift: ANTUONIO DE BONV/EXIN. INTAIATORE. ST/LAVORIO IN VENEZIA. IACOMELO DE FIOR. P.
In neuerer Zeit wurde sein Schaffen eingehender untersucht, so dass sein Œuvre um einige weitere Holzbildwerke bereichert werden konnte. Von besonderem kunsthistorischen Interesse ist dabei das aus dem Magazin der Kirche Santa Maria Gloriosa die Frari stammende Holzkruzifix, das sich seit 1885 in der Berliner Skulpturensammlung befindet. Durch diese gegen 1425 angefertigte Arbeit erweitert sich der bisher für die Jahre 1401–1415 angenommene Schaffenszeitraum des Künstlers um mehrere Jahre.